# Idactus flavovittatus
Idactus flavovittatus es una especie de escarabajo longicornio del género Idactus, tribu Ancylonotini, subfamilia Lamiinae. Fue descrita científicamente por Breuning en 1935.

## Descripción
Mide 10,5-13,5 milímetros de longitud.

## Distribución
Se distribuye por Etiopía, Kenia, Uganda, Somalia y Tanzania.